# Preston Plucknett
Preston Plucknett – wieś w Anglii, w hrabstwie Somerset, w dystrykcie (unitary authority) Somerset. Leży 57 km na południe od miasta Bristol i 188 km na zachód od Londynu.